# Maung Maung Lwin
Maung Maung Lwin (ur. 18 czerwca 1995 w Rangunie) – mjanmański piłkarz grający na pozycji skrzydłowego w tajskim klubie Lamphun Warriors FC oraz reprezentacji Mjanmy.

## Kariera
Karierę rozpoczynał w Hantharwady United FC z Pegu. W 2017 przeniósł się do Yangon United FC. W 2018 roku zdobył z klubem Myanmar National League oraz Superpuchar Mjanmy. W 2021 został zawodnikiem Lamphun Warriors FC. Z drużyną wygrał drugą ligę tajską w 2022 i od tamtej pory występuje w Thai League 1.
W reprezentacji Mjanmy zadebiutował 8 października 2025 w meczu z Libanem. Pierwszą bramkę w kadrze zdobył 6 czerwca 2016 przeciwko Hongkongowi.